# Strada statale 550 di Villa di Tirano
La ex strada statale 550 di Villa di Tirano (SS 550), ora strada provinciale 25 di Musciano (SP 25), è una strada provinciale italiana (ex strada statale) situata in provincia di Sondrio.

## Percorso
Funge da collegamento tra la strada statale 38 dello Stelvio e la strada statale 39 del Passo di Aprica; inizia nel comune di Villa di Tirano, in località Poletta, e valicato il fiume Adda e la frazione di Stazzona risale con forti pendenze fino all'immissione con la SS 39 in località Motta, rimanendo per tutto il percorso nel territorio comunale di Villa di Tirano.
In seguito al decreto legislativo n. 112 del 1998, dal 2001, la gestione è passata dall'ANAS alla Regione Lombardia che ha provveduto al trasferimento dell'infrastruttura al demanio della Provincia di Sondrio, che è di conseguenza passata al cambio di denominazione in strada provinciale 25 di Musciano, in relazione al paese situato poco prima dell'innesto nella SS 39, in prossimità dell'ultimo tornante.